# آندانته، آندانته
«آندانته، آندانته» (ایتالیایی: Andante, Andante) ترانه‌ای از گروه سوئدی آبا است که در سال ۱۹۸۱ منتشر شد. عنوان ترانه در زبان ایتالیایی به‌معنای «به آهستگی»، «به نرمی» یا «به آرامی» است. هرالد گلاسکو نوشت این ترانه مایه‌های ایتالیایی دارد.

## جداول موسیقی
| جدول (۲۰۱۸)       | بالاترین رتبه |
| ----------------- | ------------- |
| اسکاتلند (اوسی‌سی) | ۸۱            |

### نسخهٔماما میا! دوباره شروع کنیم
| جدول (۲۰۱۸)                                      | بالاترین رتبه |
| ------------------------------------------------ | ------------- |
| تک‌آهنگ‌های داغ نیوزیلند (انجمن صنعت ضبط نیوزیلند) | ۲۲            |
| اسکاتلند (اوسی‌سی)                                | ۳۶            |
| تک‌آهنگ‌های بریتانیا (اوسی‌سی)                      | ۶۱            |